# Hans Schack Brockdorff
Hans Schack baron Brockdorff (28. maj 1729 i Aalborg – 3. december 1776) var en holstensk godsejer og amtmand, far til Cai Brockdorff.
Han var søn af grev Christian Frederik Brockdorff (1679-1750) og Ulrica Eleonore von Fölckersam (1695-1733) og var herre til godserne Klein Nordsee og Marutendorf. 1754 blev Brockdorff kammerjunker hos dronning Juliane Marie, 1762 kammerherre og samme år landfoged i Bredsted og digegreve, 1767 landråd og 1768 amtmand i Rendsborg Amt, 22. juli 1769 hvid ridder og 1770 medlem af den holstenske landkommission.
26. juni 1757 ægtede han komtesse Frederikke Anna Sophie Schack (4. november 1741 på Schackenborg – 3. april 1787), datter af lensgreve Otto Didrik Schack (1710-1741).
Han er begravet i Sankt Nikolaj Kirke i Kiel.